# Andrena linsleyi
Andrena linsleyi är en biart som beskrevs av Timberlake 1937. Andrena linsleyi ingår i släktet sandbin, och familjen grävbin. Inga underarter finns listade i Catalogue of Life.